# Hans Krarup Andreasen
Hans Peter Krarup Andreasen med dæknavn Mogens (13. september 1913 i Sejs ved Silkeborg-21. februar 1945 i Aalborg) var en skovarbejder og kommunist som under besættelsen var den første danske modstandsmand, søn af Josef Andreas Krarup Andreasen og Elvine Margrethe Bjørnholt f. Jensen.
Krarup Andreasen lavede sin første aktion 9. april 1940. Efter mørkets frembrud bortførte han en projektør fra et tysk luftværnbatteri nær Silkeborg, hvorefter han gravede den ned. Da tyskerne begyndte at bygge en radarstation i Hørbylunde Bakker på den anden side af Silkeborg, besluttede han sig at stoppe det. Hver aften hældte han syre i stålkablerne der forankrede stationens tårn til jorden. Til sidst bristede et af kablerne, og tårnet styrtede sammen.
I begyndelsen arbejdede han på egen hånd, men i løbet af de næste par år blev hans brødre, Niels som blev leder af sabotagegruppen Øst og Ulrik, også aktive i arbejdet, som primært bestod af jernbanesprængninger.
Krarup Andreasen var medlem af en af de jyske likvideringsgrupper, de såkaldte L-grupper, som fra efteråret 1942 blev oprettet under ledelse af politibetjenten Einar Sørensen, med dæknavn Leif. Gruppernes opgave var at udføre likvideringer af stikkere og andre mistænkelige personer over hele Jylland. Krarup Andreasen og Svend Ulrich Petersen likviderede 12. august 1942 kriminalassistent Peder Ole Pedersen Sandhøj, der aktivt samarbejde med Gestapo i Århus. Krarup Andreasen gik under jorden i efteråret 1944 og måtte i januar 1945 flygte til Aalborg,
Krarup Andreasen døde 21. februar 1945, men oplysningerne om årsagen til hans død er modstridende; det har nævnts at han blev skudt under en Gestapo aktion i Aalborg, men også at han begik selvmord i forbindelse med tysk forsøg på at arrestere ham under aktionen.
I følge vennen, Vagn Nørlund Christensen, som opholdt sig i et rum ved siden af Hans' rum på aktionsaftenen, så hørte han Hans skyde sig selv. De 2 kammerater havde på forhånd aftalt, at de ville hellere skyde sig selv, end at lade sig tage til fange af tyskerne. I følge Christensen, hørte han en serie skud blive affyret igennem døren inde fra Hans' værelse og ud mod Gestapo-folkene, efterfulgt at en kort pause, yderligere efterfulgt af ét sidste skud – som Christensen selv beretter, så var han da klar over, at Hans havde skudt sig selv med pistolens sidste patron. 
På Silkeborg Kirkegård findes en mindesten for Hans Krarup Andreasen og Svend Ulrik Pedersen, der også døde ved aktionen Aalborg. Der findes også en mindesten for Hans Krarup Andreasen i Nordskoven i Silkeborg .